# Kluchtige scène met bijenkorf
Kluchtige scène met bijenkorf is een tweezijdige tekening van de Zuid-Nederlandse schilder Jheronimus Bosch in de Albertina in Wenen.

## Voorstelling
Het stelt een figuur voor die in een bijenkorf is gekropen. Uit zijn ontblote achterste vliegen vogels. Zijn achterste is het doelwit geworden van een man die aanstalten maakt hem met zijn luit te slaan. De vogels worden elders op het blad achternagezeten en gevangen door kleine kinderen. Links kijkt een vrouw toe terwijl ze een wafelijzer boven haar hoofd houdt.

## Achterzijde
Op de achterzijde is eenzelfde voorstelling te zien. Alleen hier wordt de figuur met ontbloot achterste door een vrouw met een onduidelijk voorwerp bewerkt. Rechtsboven bevindt zich een vreemd gedrocht met een reusachtige bochel of zak op zijn rug.

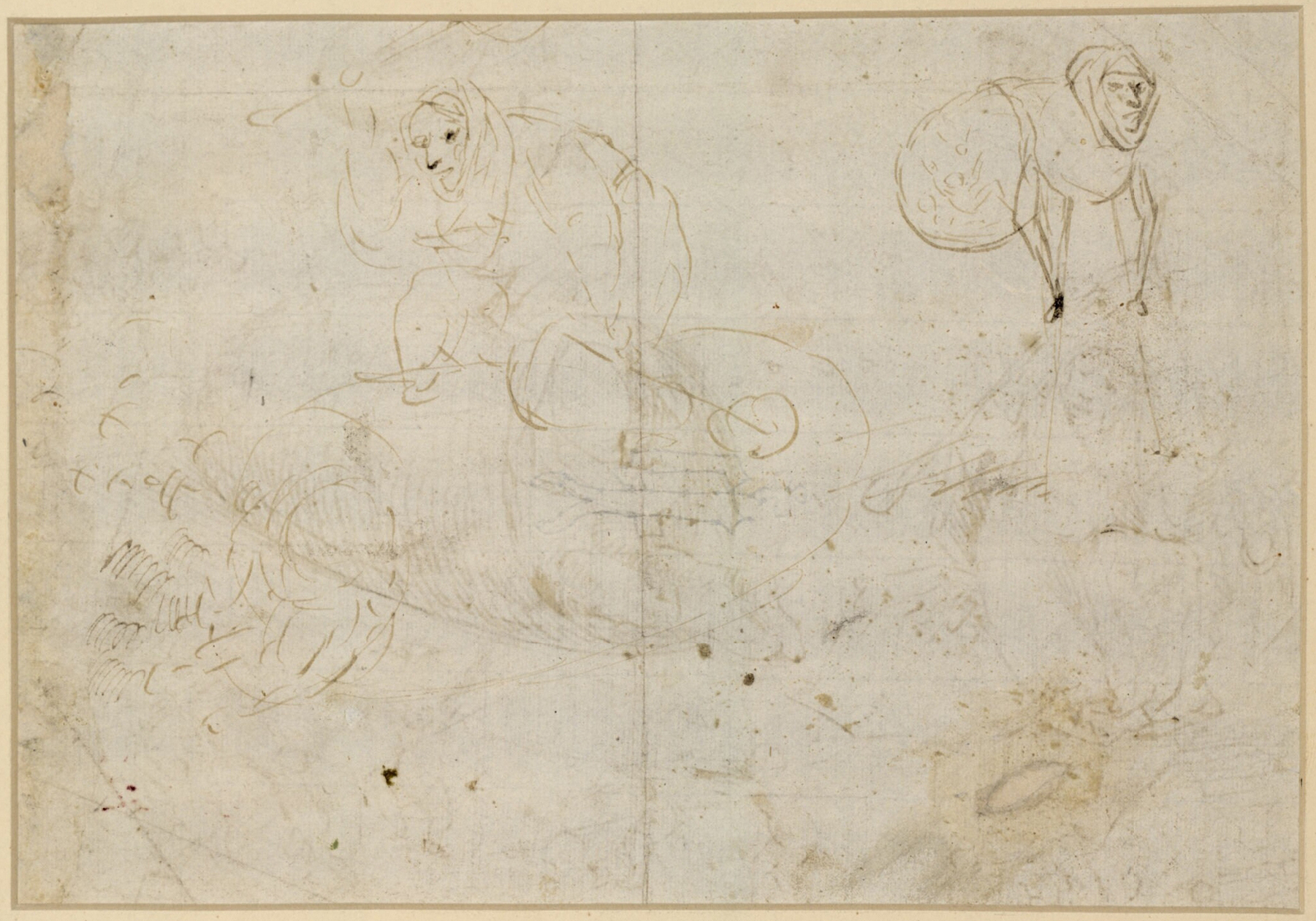
Achterzijde: Figuur in een bijenkorf en een gedrocht.

## Betekenis
Het motief van een man in een bijenkorf komt ook voor op de ‘troon’ van de heilige Hiëronymus op het Heremieten-drieluik in Venetië. Een variant hierop is het door Max Friedländer aan Bosch toegeschreven schilderij De verzoeking van de heilige Antonius in Ottawa. Volgens Bosch-auteur Dirk Bax is de korf symbool van de vraatzucht en illustreert de man met de luit en de wegvliegende vogels het spreekwoord ‘door de billen slaan’ of ‘door de billen jagen’ (verkwistend veel geld erdoorheen jagen door veel te eten).
Volgens Bax is de vrouw links een vastenavondvierder, die vaak met allerlei keukengerei in carnavalsoptochten meeliepen. Op een tekening in het Louvre in Parijs vindt men ook dergelijke vrouwen, die naast wafelijzers ook harken, bezems, blaasgalgens en vorken dragen.

## Toeschrijving
De tekening wordt op grond van zijn uitvoering vrijwel unaniem aan Bosch toegeschreven. Alleen Fritz Koreny schrijft hem toe aan een linkshandige leerling van Bosch, die ook maker van het Hooiwagen-drieluik in Madrid zou zijn.